# Protegryny

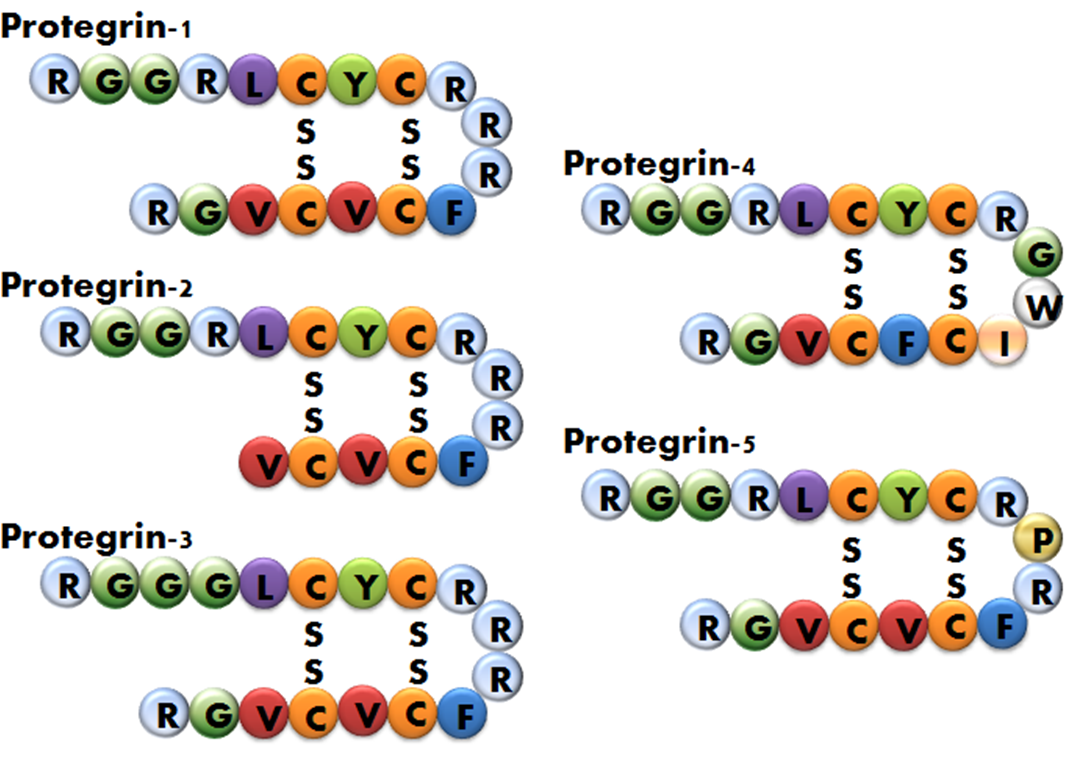
Sekwencja aminokwasów protegryn 1–5

Protegryny – peptydy antydrobnoustrojowe pochodzące z leukocytów wieprzowych, należące do rodziny katelicydyn. Są to kationowe, bogate w cysteinę białka zbudowane z 16-18 aminokwasów, zawierające dwa wiązania dwusiarczkowe, w roztworze przyjmujące strukturę β. Białkiem o najsilniejszych właściwościach przeciwbakteryjnych jest protegryna-1 (PG-1) hamująca rozwój zakażenia dwoinką Neisseria gonorrhoeae, Chlamydia trachomatis serowarem L2 oraz serowarami E i MoPn. Szczegółowe badania budowy i funkcji PG-1 wykazały, że amfipatyczna centralna β-płaszczyzna PG-1 jest niezbędna dla ich działania bakteriobójczego.